# Jeanne Loiseau
Pour les articles homonymes, voir Lesueur, Daniel Lesueur (homonymie) et Loiseau.
Jeanne Loiseau, née le 6 mars 1854 aux Batignolles-Monceau et morte le 3 janvier 1921 dans le 8e arrondissement de Paris, est une femme de lettres française, connue sous le nom de plume de Daniel Lesueur ; elle signe indifféremment Daniel Lesueur (plutôt avant son mariage) ou Daniel-Lesueur avec un trait d'union entre Daniel et Lesueur (vers la fin de sa vie).
Elle se fait connaître dans de nombreux genres littéraires : poésies, romans à thèses, contes et nouvelles, traduction en français des poèmes d'auteurs anglo-saxons (elle est totalement bilingue), critique littéraire à L'Indépendance belge, au Temps, au Figaro et sera journaliste au journal féministe fondé par Marguerite Durand, La Fronde (1897-1903), ainsi qu'au magazine Femina (1910-1912), et à La Renaissance politique, littéraire et artistique (1913-1920). Elle donne en outre plusieurs conférences, notamment dans le cadre de l'Université des Annales d'Adolphe Brisson et en préside d'autres.
Elle s'essaye à trois reprises au théâtre (1894, 1897 et 1905) où elle fait jouer des drames, les deux premiers étant d'inspiration féministe.
Elle est aussi fondatrice et administratrice d'œuvres philanthropiques d'importance et se distingue par une énergie extraordinaire au service de ses concitoyens et des réfugiés, tant français que belges des zones envahies par l'ennemi, pendant la Première Guerre mondiale. Vice-présidente de la Société des Gens de Lettres, elle est donc fondatrice et présidente effective du Denier des veuves de la SGDL (1913-1921) et présidente-fondatrice de l'Aide aux Femmes de Combattants (1914-1919).
Elle fut également membre du jury Femina-Vie Heureuse dès sa création (1904-1921).

## Biographie
Alice Jeanne Victoire Loiseau est née le 6 mars 1854 dans la commune des Batignolles-Monceau. Elle est baptisée dans la religion protestante en l'église réformée de Paris Batignolles le 9 juillet 1854. Son père Philibert Alfred Loiseau, alors négociant à Meaux, est d'origine bourguignonne. Il est né le 22 novembre 1813 à Couches (Saône-et-Loire), d'une famille de vignerons. Sa mère Marie Henriette Lesueur, protestante, née en 1820 à Londres, est la nièce de l'homme politique irlandais Daniel O'Connell, dit le « Libérateur des catholiques ».
Alfred Loiseau est un ingénieur, inventeur, qui dépose de nombreux brevets. Il s'installe d'abord à Lyon puis émigre aux États-Unis en 1848. Il s'y marie le 14 février 1850 avec Henriette Lesueur dans la ville de Sackets Harbor (État de New-York) sur les bords du lac Ontario. Revenu en France, à Meaux puis à Étampes, le couple a cinq enfants, un fils aîné, Alfred Louis Henri, né en 1851 et décédé à Frœschwiller (Bas-Rhin) en août 1870, puis deux filles décédées en bas âge, puis Jeanne. Un frère cadet, Henry Loiseau né en 1857, plutôt discret, participe à plusieurs actions de sa sœur et de son beau-frère.
Alfred Loiseau disparaît au début des années 1870. Un acte de notoriété de justice de paix du 9e arrondissement de Paris daté du 27 février 1883 le déclarera plus tard « absent sans nouvelle ». Restée seule, son épouse n'a plus les moyens de continuer à élever ses enfants de la même façon. Jeanne est alors envoyée à Londres comme jeune fille au pair chez des amis de sa mère peu après la guerre de 1870. Vers 1875, à son retour en France, elle donne des cours particuliers pour gagner sa vie et devient lectrice chez un académicien, Auguste Cuvillier-Fleury ; dès qu'elle le peut, elle se met à écrire des pièces en vers et en prose.
En plus d'un grand talent, elle est une travailleuse acharnée et sait cultiver les amitiés littéraires (Leconte de Lisle, Sully Prudhomme, François Coppée, José-Maria de Heredia, Henry Roujon, Victorien Sardou, etc. ; mais aussi Juliette Adam, Séverine, Marguerite Durand, comtesse Anna de Noailles, duchesse de Rohan, baronne de Baye etc.) ; son amitié est fidèle ; elle est aussi une vraie battante et le restera toute sa vie.
Sa renommée littéraire est vite reconnue par l'Académie française qui lui décerne plusieurs prix dans des genres littéraires différents : prix Montyon 1883, prix de poésie 1885, prix Archon-Despérouses 1890, prix Langlois 1893, prix de Jouy 1899 et prix Vitet 1905 pour l'ensemble de son œuvre.
Les deux premiers recueils parus (le roman chez Calmann-Levy, et le recueil de poésies chez Alphonse Lemerre) sont donc couronnés la même année : 1883 ; lors de la remise du prix Montyon, Camille Doucet, secrétaire perpétuel, avait indiqué les raisons du choix de l'Académie concernant Jeanne Loiseau:

« Sous ces titres Le Mariage de Gabrielle et Fleurs d'avril, Mlle Jeanne Loiseau nous avait présenté deux volumes, l'un en vers, l'autre en prose, et tous deux ont fixé l'attention bienveillante de l'Académie. Les vers recommandent la prose ; la prose recommande les vers, et l'auteur de ce double travail se recommande aussi personnellement par un grand courage, une rare intelligence et un vrai talent à son aurore. À vingt ans, elle a déjà souffert ; aussi compare-t-elle tristement ses vers aux Fleurs d'avril qui osent naître dans la pluie et les frissons :
<poem>:Mes vers n'ont pas d'autre grâce.
Avril capricieux passe,
Il faut en cueillir les fleurs.
Mon printemps d'azur et d'ombre,
Dans ce livre, miroir sombre.
Met son sourire et ses pleurs »

Le choix de son pseudonyme, imposé par l'éditeur de ses deux seuls premiers romans, Calmann-Lévy, lui vient de son grand-oncle maternel Daniel O'Connell et du nom de jeune fille de sa mère Marie Henriette Lesueur. Elle a reconnu que le choix avait été fait dans la précipitation et qu'elle ne l'aimait pas ; toutefois, elle n'en changea pas (ou si peu), disant en 1912 : « Aujourd'hui j'ajoute un trait d'union, pour décourager les gens de m'appeler « Mme Lesueur », ce qui est laid et inexact. Car je suis Mme Lapauze, et en littérature Daniel-Lesueur, mais jamais Mme Lesueur ».
Il convient de noter que le grand éditeur des œuvres de Daniel Lesueur est Alphonse Lemerre, l'éditeur des Parnassiens de 1882 à 1908, Calmann-Lévy n'ayant édité que les 2 premiers romans ; Plon, Plon-Nourrit et Pierre Lafitte, seront ses éditeurs après 1908.
Son admission comme sociétaire de la SGDL ne fut pas acquise aussi aisément que cela aurait dû être : contre toute attente (ayant à son actif publié une bonne dizaine de romans, 2 recueils de poésies et de nombreux articles publiés dans plusieurs journaux, et malgré 3 prix décernés par l'Académie française, le parrainage de François Coppée et de Camille Flammarion), et le rapport très favorable du rapporteur, Henri Gourdon de Genouillac, son admission à la Société des Gens de Lettres le 29 décembre 1890 lui est refusée parce qu'elle est une femme. Ce refus fut l'occasion d'un tollé général de toute la presse de toute tendance politique (mars 1891). Elle se doit de renouveler sa candidature l'année suivante sous le parrainage de François Coppée et d'André Theuriet et sera acceptée.
Elle participe à l'aventure de La Fronde, journal féministe de Marguerite Durand, dès décembre 1897 (un roman inédit y sera publié en feuilletons) ; jusqu'à la disparition du journal en 1903, elle publie une chronique régulière très appréciée, 2 ou 3 fois par mois, tout en poursuivant l'écriture de nouveaux romans.
Elle est la seule femme à intervenir à la tribune de séances plénières du Congrès International du commerce et de l'industrie, lors de l'Exposition universelle de 1900, présentant un rapport sur « l'évolution féminine » et défendant les idées pratiques présentées et largement repris dans les vœux votés en Assemblée générale (juillet 1900). Ce rapport est développé et édité en 1905 sous le titre : L’Évolution féminine, ses résultats économiques. Elle avait préalablement présenté dès mars 1900 les principales conclusions auprès de ses consœurs journalistes et des lectrices de La Fronde (mars 1900). Elle y réclame l'égalité des salaires entre les sexes, ainsi qu'un revenu pour les filles-mères, les veuves, les femmes seules et les divorcées, et prône une réforme du mariage.
Le 16 août 1900, Georges Leygues crée un précédent en décorant de la Légion d'honneur une femme de lettres ; elle est nommée chevalier avec le parrainage de Sully Prudhomme ; puis promue officier en juillet 1913 à l'occasion du 75e anniversaire de la SGDL, sous le parrainage du président de la Société, Georges Lecomte. Elle est la cinquième femme depuis la création de l'Ordre en 1804 à être promue officier.
Le 18 janvier 1904 elle épouse Henry Lapauze, critique d'art réputé, conservateur-adjoint, puis conservateur du Petit Palais,. Il crée en novembre 1913 la revue bimensuelle La Renaissance politique, littéraire et artistique, et ajoute deux suppléments : La Renaissance du tourisme (en 1916) et La Renaissance de l'art et des industries de luxe en 1918, et fonde un prix littéraire en 1921 : le prix de La Renaissance (décerné jusqu'en 1939) d'une valeur annuelle de 6 000 francs, dont les présidents du jury sont Léon Bérard (prix 1922) puis Mme Colette, etc.
Daniel Lesueur écrit également pour le théâtre trois pièces féministes, qui connaissent un succès d'estime :
- Fiancée, drame en 4 actes créé le 20 octobre 1894 au Théâtre de l'Odéon puis au Théâtre Molière à Bruxelles en février 1895
- Hors du mariage, pièce en 3 actes créée le 26 juin 1892 au Théâtre féministe International fondé à Paris par Marya Chéliga-Loewy (Maria Szeliga), reprise le 25 juin 1897 au théâtre des Menus Plaisirs, puis à Bruxelles à L'Alhambra, ainsi qu'à Milan et Moscou. Elle met en scène l'histoire d'Hélène Marinval, institutrice et mère non mariée et est considérée comme "très hardie, très vibrante, d'une franche révolte contre les mensonges conventionnels"[9]. L'autrice y défend "le droit à l'amour". Catulle Mendès témoigne, à l'issue de la première représentation : « De fait, la pièce aurait pu être jouée soit au Vaudeville, soit au Gymnase, soit à l'Odéon ; elle n'aurait pas manqué de plaire, et même d'émouvoir. L'œuvre a été chaudement applaudie, et ce succès elle le mérite par la sincérité de l'émotion, et par de fiers surgissements d'idées, coulées dans le moule ferme de la phrase. »[9]
- Le Masque d'Amour, drame en 5 actes et 9 tableaux (ou 7?) créé le 10 octobre 1905, au théâtre Sarah Bernhardt à Paris, avec Sarah Bernhardt (32 représentations), puis à Bruxelles[10] (une traduction en italien sera envisagée).

Elle plaide pour la création d’une Académie littéraire des femmes et dénonce les inégalités qui touchaient les membres de son genre : elle fait partie du jury du prix de La Vie heureuse, ancêtre du prix Femina, dès sa création en 1904 ; elle en est d'ailleurs la présidente en 1906, lorsque Colette Yver est couronnée pour Princesses de science..
Elle est aussi présidente du prix Sully Prudhomme en 1907, coprésidente du prix des Annales (avec André Theuriet) et membre de plusieurs autres jurys littéraires.
Elle postule au Comité de la Société des gens de lettres. Après avoir échoué en 1900 (plusieurs candidatures féminines ayant contribué à disperser les voix et à empêcher toute élection d'une femme), elle attend mars 1907 pour se représenter et est élue au Comité de la SGDL : ce fut le retour d'une femme après le passage de George Sand, après 50 ans d'absence de toute femme au Comité de la SGDL, mais contrairement à son aînée, Daniel-Lesueur participe à toutes les réunions du Comité. Elle ne se contente pas d'assister au Comité : elle est l'une des 3 secrétaires du bureau dès la première année (1907-1908) sous la présidence de Victor Margueritte, puis est élue dès l'année suivante vice-présidente et le reste pendant 3 ans (1908-1909, 1909-1910 et 1913-1914), sous la présidence de Georges Lecomte. C'est le maximum possible. Son rôle effectif et efficace permit à d'autres femmes de lettres d'accéder par la suite au Comité et au bureau de la SGDL : Jean Dornis, Lya Berger, Jeanne Landre (seconde femme vice-présidente de la SGDL en avril 1925 et à nouveau en mars 1935), Camille Marbo (première femme présidente de la SGDL de mars 1937 à mars 1939), etc.
Elle est la fondatrice d'une œuvre d'assistance aux veuves d'écrivains dénuées de ressources, le « Denier des Veuves de la Société des Gens de lettres » en 1913, et en est la présidente effective jusqu'à sa mort, Mme Raymond Poincaré étant présidente d'honneur (1913-1931). Elle est aidée par le général Malleterre qui lui prête un soutien éclairé et fidèle. À la mort de Daniel Lesueur, c'est une autre femme de lettres, Jean Dornis, qui lui succède jusqu'en 1928.
Quand éclate la guerre, elle arrête d'écrire des romans, et prend la plume uniquement pour défendre la mémoire des soldats, se révolter contre l'occupant et remonter le moral des Françaises et des Français : L'âme de la France. Elle le fait en prose ou en vers, et plusieurs poèmes à la gloire des combattants (notamment : Aux artilleurs de la 5e Batterie…, Aux sauveurs de Paris, À Gallieni, etc), ou à l'occasion d'hommages particuliers (À Sa Majesté la Reine Elisabeth de Belgique paru dans Les Sonnets de Guerre publiés en 1916 au profit des soldats mutilés, Aux États-Unis d'Amérique, O Livre !, ces 2 derniers étant lus par des sociétaires de la Comédie Française) sont dits à la Sorbonne.
Elle fonde une seconde œuvre philanthropique d'importance : l'Aide aux Femmes de Combattants (dès le 9 août 1914), dont elle est présidente pendant toute la guerre ; cette œuvre distribue 1 million de francs de nourriture et des milliers de soupes, des dizaines de milliers de vêtements (grâce à son ouvroir), et crée au Pavillon Ledoyen, une clinique médicale et chirurgicale où sont donnés des milliers de consultations et effectuées des centaines d'opérations importantes. Cette polyclinique est dirigée par le Docteur Auguste Casséus, médecin d'origine haïtienne, assistant du professeur Samuel Pozzi, chirurgien notoirement reconnu, médecin principal de plusieurs hôpitaux ou établissements transformés en hôpitaux (notamment Broca, Panthéon et hôtel Astoria). Le Dr Casséus est décoré de la Légion d'honneur le 3 juin 1920 ; la croix lui est remise par Daniel Lesueur, qui rappela le dévouement admirable de ce médecin qui soigna et opéra tant de malades. L'Aide avait été dissoute en janvier 1919.
Pendant la Guerre, elle crée en mars 1915 avec d'autres femmes « La Croisade des Femmes françaises », et en est la présidente de 1916 jusqu'à l'Armistice. En juin 1918, elle crée avec Mary Mather un « Foyer de soldat au front » (à Béthancourtel, hameau absorbé par Clermont-de-l'Oise), et ne se contente pas de participer au financement du foyer et à son équipement (bibliothèque, matériels pour envois de courriers par les soldats, tabac, etc.) : elle intervient activement par sa présence et donne des cours d'anglais aux soldats sur le front.
À chaque fois elle s'emploie de tous ses moyens à apporter aux soldats et nos compatriotes une aide morale, matérielle et intellectuelle.
Elle défend (avec son mari) la mémoire du général Gallieni pour que soit reconnu le rôle déterminant lors de la bataille de l'Ourcq, préalable indispensable à la Victoire de la Marne. Le bâton de maréchal de France sera obtenu à titre posthume (le décret sera signé par A. Millerand, président de la République, le 7 mai 1921 et publié au J.O. du 9).
Épuisée par les différentes œuvres d'assistance auxquelles elle se consacrait, donnant tout son temps et y usant ses forces, « elle succomba aux fatigues que, par amour de la France, pour ses soldats et pour leurs familles, elle s'était volontairement imposées » (Le Temps du 4 janvier 1921).

### Mort
Elle meurt subitement le 3 janvier 1921 au Petit Palais, qui abrite le musée des beaux-arts de Paris, dont son mari était le conservateur. Ses obsèques ont lieu le 5 janvier au temple protestant du Saint-Esprit, rue Roquépine. Elle est inhumée au cimetière du Montparnasse quelques jours plus tard, dans la concession familiale Loiseau (où repose notamment sa mère).
Son mari souhaite faire transporter son corps à Montauban. Dans ce but, il commande une stèle commémorative au sculpteur Jean Boucher, pour orner la future tombe de Daniel Lesueur. Le monument est bien réalisé et implanté dans l'ancien cimetière de Montauban, mais le corps de Daniel Lesueur n'y sera jamais transféré.
La stèle sera léguée en 1933 par Daria Lapauze-Guarnati (fille unique du premier mariage d'Henry Lapauze) au musée de Montauban, qui la fera déposer au cimetière de Montauban, puis ultérieurement, pour une partie, dans le Jardin des Plantes de la ville. Tombée dans l'oubli, la tombe de Daniel Lesueur au cimetière du Montparnasse a été, hélas, relevée fin 2006 et ses restes transférés à l'ossuaire du cimetière du Père-Lachaise début 2007. Daniel Lesueur n'a donc jamais été inhumée à Montauban.

## Vie privée
Au début des années 1880, Jeanne Loiseau est la compagne d'un jeune avocat, Gustave-Adolphe Hubbard, né en 1858 à Madrid. Celui-ci vient de soutenir sa thèse de licencié en droit. Mais plaider l'intéresse peu, il a surtout des ambitions politiques. Depuis 1879, il est secrétaire de la commission du budget de la Chambre des députés, en remplacement de son père Nicolas Gustave Hubbard, appelé au secrétariat général de la questure. Il deviendra ensuite député de Seine-et-Oise en 1885, puis député des Basses-Alpes en 1901.
Le couple a une fille naturelle, Marie Gabrielle Hubbard, née le 19 septembre 1882, reconnue à la naissance par son père et un an plus tard par sa mère. Elle se mariera en 1900 avec Jules Charlot, un saint-cyrien, lieutenant au 67e régiment d'infanterie.
Le 19 janvier 1904, Jeanne Loiseau se marie avec Henry Lapauze (1867–1925), critique d'art réputé. Il a déjà écrit deux ouvrages sur les arts graphiques, Les pastels de De La Tour à Saint-Quentin et Les dessins de Ingres du Musée de Montauban, ainsi qu'une relation d'un voyage en Russie qu'il fit en 1896, De Paris au Volga, où il relate entre autres une soirée chez le comte Tolstoï. Il est aussi conservateur adjoint du Petit Palais, où le couple résidera jusqu'à la mort de Jeanne en 1921.

## Récompenses et postérité

### Récompenses
L’Académie française lui décerne cinq prix avant 1900, pour des œuvres précises (poésie, roman, traduction), puis lui en décernera un sixième : le Grand prix Vitet en 1905, pour l'ensemble de son œuvre. Aucune femme de lettres n'avait été auparavant autant distinguée.
D'autres décorations viennent saluer son dévouement dans ses actions philanthropiques : médaille d'honneur de la SGDL (23 juin 1919 ; remise par Georges Lecomte) ; médaille de la reine Élisabeth de Belgique (été 1920, pour ses actions vis-à-vis des réfugiés belges ; remise par Émile Vandervelde) ; médaille de la Reconnaissance française (décembre 1920, en tant que présidente fondatrice de l'Aide aux Femmes des Combattants).
Plusieurs romans font l'objet d'adaptations cinématographiques (entre 1916 et 1921) et plusieurs poèmes sont lus par des sociétaires de la Comédie française (Mlle Rachel Boyer, Mounet-Sully, Mme Segond-Weber, etc.) ou mis en musique (par Auguste Bernard, D-J. Lebeuf, Marius Cairame, Cesare Galeotti -période 1898-1909) ou dits à la TSF par Radiolo en 1924 et 1925.
De nombreux romans sont traduits en quinze langues étrangères, dont l'esperanto, notamment en anglais, allemand, espagnol, danois, tchèque, italien et même en suédois, russe, hongrois et polonais.
Une rose porte son nom (création de Jules Gravereaux) en 1908.
Dans le 7e arrondissement de Paris, l'avenue Daniel-Lesueur porte son pseudonyme depuis 1912, donc de son vivant (« l'avenue » est en fait une impasse).
Des riverains de l'avenue Daniel-Lesueur, associés à des passionnés de littérature, ont créé en janvier 2015 une Association des Amis de Daniel-Lesueur, afin de faire revivre le souvenir de cette femme de lettres et philanthrope, avec un site dédié.

### Décorations
- Officière de la Légion d'honneur (1913)
- Médaille de la Reconnaissance française (1920)

## Œuvre

### Romans

#### Diptyque romanesqueLointaine Revanche[15]
- L’Or sanglant (Éditions Alphonse Lemerre, 1900)
- La Fleur de joie (Éditions Lemerre, 1900)[16]

#### Diptyque romanesqueMortel Secret[17]
- Lys royal (Éditions Lemerre, 1902)
- Le Meurtre d’une âme (Éditions Lemerre, 1902)[18]

#### Diptyque romanesqueLe Masque d'amour
- Le Marquis de Valcor (Éditions Lemerre, 1904)[19]
- Madame de Ferneuse (Éditions Lemerre, 1904)[20]

Illustrations d'Eugène Damblans pour Le Masque d'amour publié en roman-feuilleton dans le Journal des romans populaires illustrés, début du XXe siècle
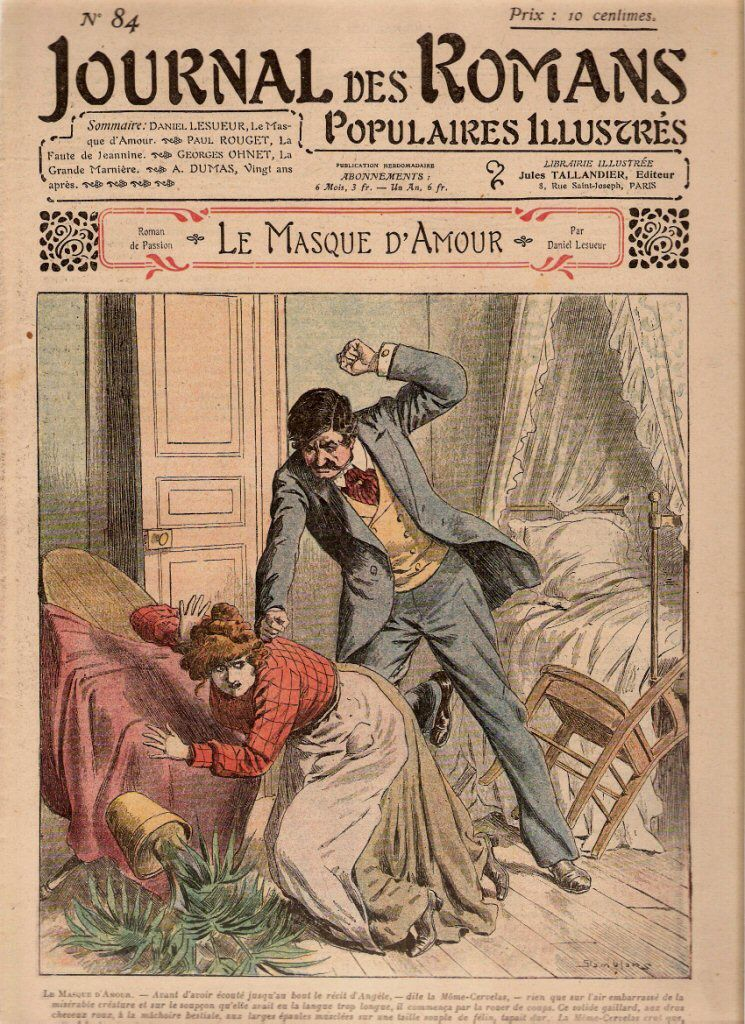
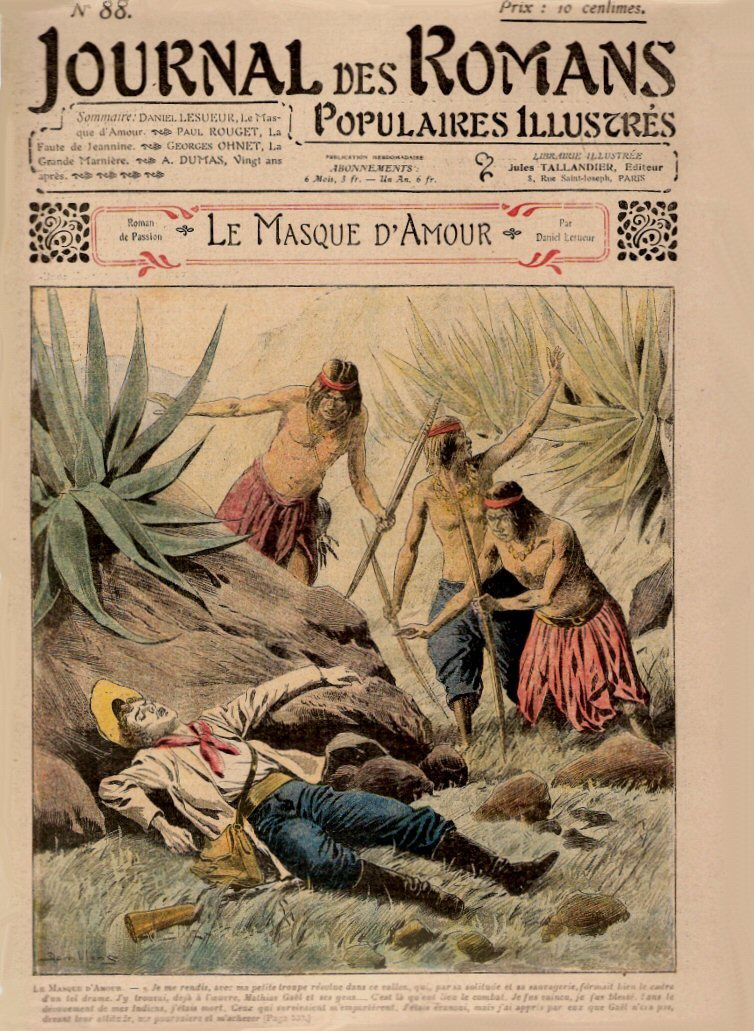
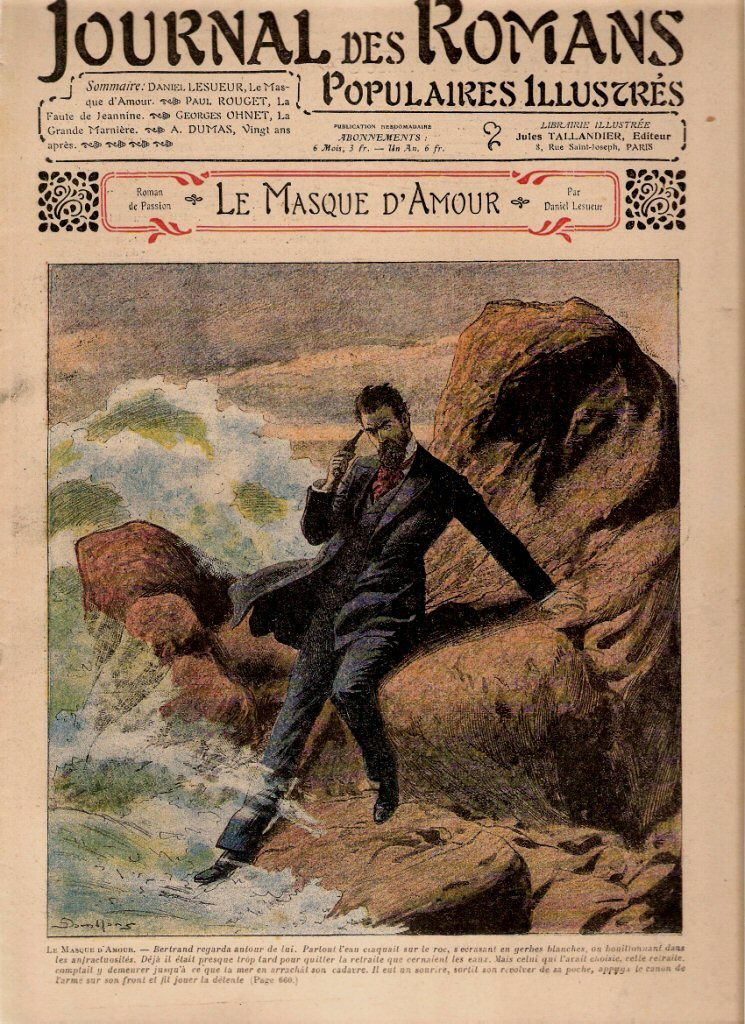

#### Diptyque romanesqueCalvaire de femme[21]
- Fils de l’amant (Éditions Lemerre, 1907)[22]
- Madame l’ambassadrice (Éditions Lemerre, 1907)[23]

#### Diptyque romanesqueDu sang dans les ténèbres[24]
- Flaviana princesse (Éditions Lemerre, 1910)
- Chacune son rêve (Éditions Lemerre, 1910)[25]

#### Autres romans
- Le Mariage de Gabrielle (Calmann-Lévy, 1882) - Prix Montyon de l’Académie française. Lire en ligne[26]
- L’Amant de Geneviève (Calmann-Lévy, 1883)[27]
- Marcelle, étude parisienne (Éditions Lemerre, 1885)[28]
- Un mystérieux amour (Éditions Lemerre, 1886)[29]
- Amour d’aujourd’hui (Éditions Lemerre, 1888). Lire en ligne[30]
- L’Auberge des Saules (Éditions Lemerre, 1890)
- Névrosée (Éditions Lemerre, 1890).Lire en ligne[31]
- Une vie tragique (Éditions Lemerre, 1890)[32]
- Passion slave (Éditions Lemerre, 1892)
- Justice de femme (Éditions Lemerre, 1893)[33]
- Haine d’amour (Éditions Lemerre, 1894)[34]
- À force d’aimer (Éditions Lemerre, 1895)[35]
- Invincible Charme (Éditions Lemerre, 1897)[36]
- Comédienne (Éditions Lemerre, 1898), couronné par l'Académie française (prix de Jouy)[37]
- Lèvres closes (Éditions Lemerre, 1898)[38]
- Au-delà de l’amour (Éditions Lemerre, 1899)[39]
- La Fleur de joie (Éditions Lemerre, 1900)
- L’Honneur d’une femme (Éditions Lemerre, 1901)[40]
- Le cœur chemine (Éditions Lemerre, 1903)[41]
- La Force du passé (Éditions Lemerre, 1905)[42]
- Nietzschéenne (Éditions Plon, 1908), paru dans L'Illustration en 1907. Lire en ligne
- Le Droit à la force (Éditions Plon, 1909)[43]
- Une âme de vingt ans (Pierre Lafitte, 1911)[44]
- Au tournant des jours (Gilles de Claircœur), (Plon, 1913), d'abord paru dans L'illustration sous le titre Gilles de Claircœur en 1911[45]

### Recueil de nouvelles
- Fiancée d’outre-mer, suivi de Péril d’amour, Justice mondaine et Une mère (Éditions Lemerre 1901)[46]

### Poésie
- Fleurs d’avril, poèmes (édit. Lemerre, 1882) - Prix Montyon de l’Académie française
- "Sursum corda !" pièce de vers… (Lemerre, 1885) - Prix de poésie de l’Académie française
- Pour les pauvres, 1890, prologue dit par Mlle Rachel Boyer… sous la tente Willis, à la Ville-d’Avray le 23 juin 1889
- Rêves et Visions (Souvenirs ; Visions divines ; Visions antiques ; Sonnets philosophiques ; Échos et Reflets ; Paroles d’amitié ; Paroles d’amour) (Éditions Lemerre, 1889) - Couronné par l’Académie française (prix Archon-Despérouses)[47]
- Poésies de Daniel Lesueur (Visions divines ; Les Vrais Dieux ; Visions antiques ; Sonnets philosophiques ; "Sursum corda !" Souvenirs ; Paroles d’amour)  (Éditions Lemerre, 1896[48]

### Théâtre
- Hors du mariage, 1892 (drame joué le 26 juin 1892 au Théâtre féministe international et le 25 juin 1897 au théâtre des Menus-Plaisirs)
- Fiancée, 1894 (drame en 4 actes, créé au Théâtre de l'Odéon, le 20 octobre 1894)
- Le Masque d'amour, 1905 (drame en 5 actes et 9 tableaux, 1905 (créé le 10 octobre 1905 au Théâtre Sarah Bernardt et publié dans "L'Illustration théâtrale", 4 nov. 1905)[49]

### Essais
- L’Évolution féminine, ses résultats économiques (Éditions Lemerre, 1905)[50]
- Pour bien tenir sa maison (Pierre Lafitte, coll. « Femina-Bibliothèque », 1911) (préface de Daniel Lesueur)[51]
- Un foyer du soldat au front. Le foyer du soldat Mary Mather à l’armée du général Humbert (Éditions La Renaissance, 1919), monographie[52]

### Traductions
- Œuvres complètes de lord Byron, traduction nouvelle, précédée d'un essai sur lord Byron (édit. Lemerre, 1891) Les 2 premiers volumes sont couronnés par l'Académie française (prix Langlois) ; un 3e et dernier volume sortira en 1905 aux éditions Lemerre[53].

## Articles académiques
- Daniel Lesueur and the Feminist Romance. (2007). In Holmes D. & Tarr C. (Eds.), A Belle Epoque?: Women and Feminism in French Society and Culture 1890-1914 (pp. 197-210). Berghahn Books[54].
- HOLMES, D. (2018). The Birth of French Middlebrow. In Middlebrow Matters: Women's reading and the literary canon in France since the Belle Époque (pp. 32-59). Liverpool: Liverpool University Press. doi:10.2307/j.ctvt1sk8w.6 [55]
- Jeanne Loiseau, dite Daniel-Lesueur : la redécouverte d'une gloire littéraire, par Alain Janicot et Laurence Frabolot, in Diplômées  n° 270-271 Les Pionnières 2020 (pp. 191-206), revue de l'Association Française des Femmes Diplômées des Universités (AFFDU), La Route de la Soie - Editions.
- Introduction à l'oeuvre de Daniel Lesueur. "Conscience féminine, élève la voix!" (2023), sous la direction de Diana Holmes et Martine Reid. Honoré Champion (Littérature et genre N° 10).

## Citations

### De Daniel Lesueur, romancière et poétesse
« Le rôle du romancier consiste à transposer les découvertes de la raison et de la science dans le domaine du sentiment. »

— Passion slave, préface, 1892

« Tout roman, si modeste qu'il soit, a sa raison d'être, et aussi son principe de vitalité, dans le souci qu'il montre de réaliser une ou quelques-unes des grandes idées de son temps. »

— Passion slave, préface, 1892

« L'idée nous séduisit de choisir quelques types énergiques, et de les placer dans des circonstances fortes, capables de mettre en jeu toutes leurs possibilités de caractère. »

— Daniel-Lesueur, au sujet de ses romans, 1900

« Respectons toute croyance et même le doute. Aucun dogme n'est au-dessus de la tolérance et de la bonté. »

— La Force du passé, 1906

« Pour la femme nous réclamons la liberté intégrale, comme aussi l'éducation intégrale. »

— L'Évolution féminine, 1900

« La loi, l'unique loi, farouche, inexorable,
Qui régit tout progrès, c'est la loi du plus fort. »

— sonnet, La Lutte pour l'existence, vers 1894

« Tout être a droit à la force contre la lâcheté, la méchanceté, la bassesse »

— Le Droit à la force, 1911

### Sur les œuvres et la vie de Daniel Lesueur
« Les œuvres de Daniel Lesueur ne se contentent pas de nous séduire ; elles nous réveillent de nos apathies, elles nous entraînent vers un idéal, elles nous fortifient. »

— Jules Bois, à propos de l'élection de Daniel-Lesueur au Comité de la SGDL, mars 1907

« Elle pensait et faisait penser ; surtout, elle voulait et faisait vouloir. Elle avait l'énergie contagieuse, et le génie de l'altruisme. Elle ralliait autour d'elle les bonnes intentions qui cherchent et les dirigeait vers le but pratique. Par la magie de sa persuasion, elle faisait jaillir de l'or, pour doter celles qui souffrent et qui, par respect pour un mort, se cachent d'avoir faim et froid. Elle fonda le Denier des Veuves [...] notre chef-d'œuvre »

— Edmond Haraucourt, président de la SGDL, discours lors des obsèques de Daniel-Lesueur, 5 janvier 1921.